# Nederländernas damlandslag i landhockey

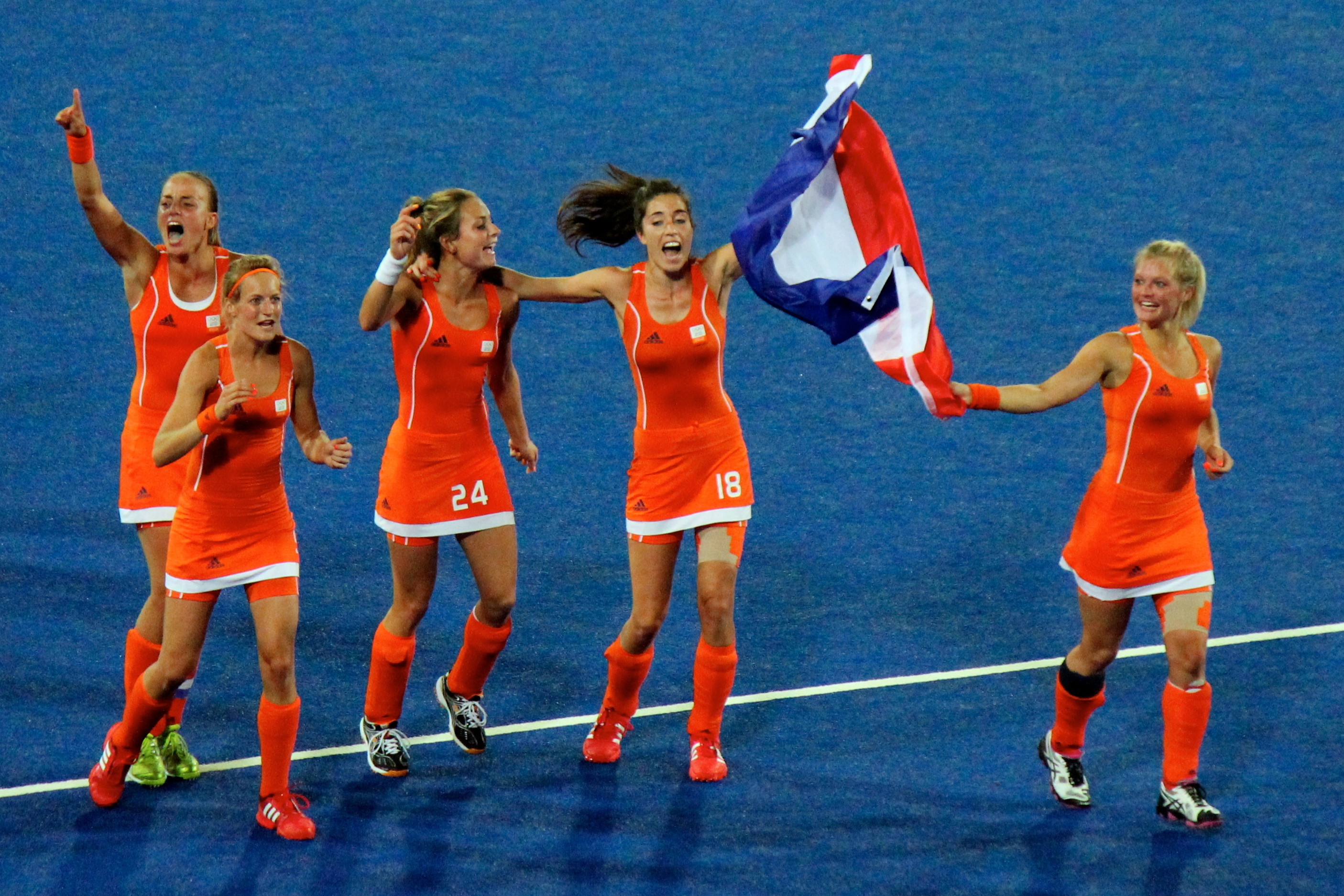
Nederländerna firar vinsten i 2012 års olympiska turnering i London.

Nederländernas damlandslag i landhockey (nederländska: Nederlandse vrouwenhockeyploeg) representerar Nederländerna i landhockey på damsidan. Laget blev världsmästarinnor 1974, 1978., 1983, 1986, 1990, 2006 och 2014.
Laget blev även olympiska mästarinnor 1984, 2008, och 2012.

### Fotnoter
1. ↑  ”Women Field Hockey World Cup 1974 Mandelliu (FRA) - 17-24.03 Winner Netherlands” (på engelska). Sport Statistics. 19 mars 1974. Arkiverad från originalet den 4 mars 2016. https://web.archive.org/web/20160304205727/http://www.todor66.com/hockey/field/World/Women_1974.html. Läst 26 juli 2015.
2. ↑  ”Women Field Hockey World Cup 1978 Madrid (ESP) - 16-24.09 Winner Netherlands” (på engelska). Sport Statistics. 19 mars 1978. Arkiverad från originalet den 4 mars 2016. https://web.archive.org/web/20160304032812/http://www.todor66.com/hockey/field/World/Women_1978.html. Läst 26 juli 2015.
3. ↑  ”Women Field Hockey World Cup 1983 Kuala Lumpur (MAS) - 10-23.04 Winner Netherlands” (på engelska). Sport Statistics. 19 mars 1983. Arkiverad från originalet den 4 mars 2016. https://web.archive.org/web/20160304201935/http://www.todor66.com/hockey/field/World/Women_1983.html. Läst 26 juli 2015.
4. ↑  ”Women Field Hockey World Cup 1986 Amstelveen (NED) - 15-24.08 Winner Netherlands” (på engelska). Sport Statistics. 19 mars 1986. Arkiverad från originalet den 4 mars 2016. https://web.archive.org/web/20160304052547/http://www.todor66.com/hockey/field/World/Women_1986.html. Läst 26 juli 2015.
5. ↑  ”Women Field Hockey World Cup 1990 Sydney (AUS) - 02-13.05 Winner Netherlands” (på engelska). Sport Statistics. 19 mars 1990. Arkiverad från originalet den 3 mars 2016. https://web.archive.org/web/20160303225044/http://www.todor66.com/hockey/field/World/Women_1990.html. Läst 26 juli 2015.
6. ↑  ”Women Field Hockey World Cup 2006 Madrid (ESP) - 27.09-08.10 Winner Netherlands” (på engelska). Sport Statistics. 19 mars 2006. Arkiverad från originalet den 6 mars 2016. https://web.archive.org/web/20160306195828/http://todor66.com/hockey/field/World/Women_2006.html. Läst 26 juli 2015.
7. ↑  ”Women Field Hockey XIII World Cup 2014 Den Haag (NED) 02-15.06 - Winner Netherlands” (på engelska). Sport Statistics. 19 mars 2014. Arkiverad från originalet den 6 mars 2016. https://web.archive.org/web/20160306194900/http://www.todor66.com/hockey/field/World/Women_2014.html. Läst 26 juli 2015.
8. ↑  ”Women Field Hockey Olympic Games 1984 Los Angeles (USA) - 01-09.08 Winner Netherlnds” (på engelska). Sport Statistics. 19 mars 1984. Arkiverad från originalet den 26 november 2016. https://web.archive.org/web/20161126002313/http://www.todor66.com/hockey/field/Olympic/Women_1984.html. Läst 26 juli 2015.
9. ↑  ”Women Field Hockey Olympic Games 2008 Beijing (CHN) - 10-22.08 +8 GMT Winner Netherlands” (på engelska). Sport Statistics. 19 mars 2008. Arkiverad från originalet den 29 juni 2015. https://web.archive.org/web/20150629100623/http://todor66.com/hockey/field/Olympic/Women_2008.html. Läst 26 juli 2015.
10. ↑  ”Women Field Hockey Olympic Games 2012 London (GBR) - 29.07-10.08” (på engelska). Sport Statistics. 19 mars 2012. Arkiverad från originalet den 5 mars 2016. https://web.archive.org/web/20160305200243/http://todor66.com/hockey/field/Olympic/Women_2012.html. Läst 26 juli 2015.